# Romance (Camila-Cabello-Album)
Romance ist das zweite Album der kubanisch-US-amerikanischen Sängerin Camila Cabello. Es wurde am 6. Dezember 2019 von Epic und Syco veröffentlicht.

## Hintergrund
Am 1. September 2019 gab Cabello bekannt, ein neues Musikprojekt unter dem Namen Romance zu starten. Vier Tage darauf veröffentlichte sie mit Liar und Shameless die ersten beiden Titel des Projekts, das ihr zweites Soloalbum werden soll. Die Singles Cry For Me und Easy folgten am 4. und am 11. Oktober. Auch die bereits im Juni veröffentlichte Single Señorita, die Cabello zusammen mit ihrem Freund Shawn Mendes singt, soll im Album enthalten sein. Señorita belegte sechs Wochen Platz eins in den deutschen Charts, auch in den Billboard Hot 100 erreichte der Song die Spitze.
Am 31. Oktober erklärte Cabello, die Arbeiten am Album abgeschlossen zu haben. Am 13. November gab Cabello bekannt, dass das Album am 6. Dezember veröffentlicht werden soll. Zudem kündigte sie an, von Mai 2020 bis September 2020 zum zweiten Mal auf Welttournee zu gehen.

## Titelliste
1. Shameless – 3:39
2. Living Proof – 3:14
3. Should’ve Said It – 3:20
4. My Oh My (feat. DaBaby) – 2:50
5. Señorita (mit Shawn Mendes) – 3:11
6. Liar – 3:27
7. Bad Kind of Butterflies – 2:49
8. Easy – 3:16
9. Feel It Twice – 3:08
10. Dream of You – 3:42
11. Cry for Me – 3:09
12. This Love – 3:40
13. Used to This – 3:30
14. First Man – 3:48

## Kommerzieller Erfolg

### Chartplatzierungen
| ChartsChartplatzierungen       | Höchstplatzierung | Wochen |
| ------------------------------ | ----------------- | ------ |
| Deutschland (GfK)              | 55 (1 Wo.)        | 1      |
| Österreich (Ö3)                | 35 (1 Wo.)        | 1      |
| Schweiz (IFPI)                 | 19 (3 Wo.)        | 3      |
| Vereinigte Staaten (Billboard) | 3 (41 Wo.)        | 41     |
| Vereinigtes Königreich (OCC)   | 14 (15 Wo.)       | 15     |

| ChartsJahrescharts (2020)      | Platzierung |
| ------------------------------ | ----------- |
| Vereinigte Staaten (Billboard) | 56          |

### Auszeichnungen für Musikverkäufe
| Land/Region                  | Auszeichnungen für Musikverkäufe (Land/Region, Auszeichnung, Verkäufe) | Verkäufe  |
| ---------------------------- | ---------------------------------------------------------------------- | --------- |
| Brasilien (PMB)              | Platin                                                                 | 40.000    |
| Dänemark (IFPI)              | Gold                                                                   | 10.000    |
| Frankreich (SNEP)            | Gold                                                                   | 50.000    |
| Kanada (MC)                  | 2× Platin                                                              | 160.000   |
| Mexiko (AMPROFON)            | Gold                                                                   | 30.000    |
| Neuseeland (RMNZ)            | Platin                                                                 | 15.000    |
| Norwegen (IFPI)              | 3× Platin                                                              | 60.000    |
| Polen (ZPAV)                 | Platin                                                                 | 20.000    |
| Singapur (RIAS)              | Gold                                                                   | 5.000     |
| Vereinigte Staaten (RIAA)    | Platin                                                                 | 1.000.000 |
| Vereinigtes Königreich (BPI) | Gold                                                                   | 100.000   |
| Insgesamt                    | 5× Gold · 9× Platin ·                                                  | 1.490.000 |

Hauptartikel: Camila Cabello/Auszeichnungen für Musikverkäufe